# Méson eta
O méson eta (
η
) e méson eta prime (
η′
) são mésons feitos por uma mistura de quark up, quark down e quark estranho e seus antiquarks. O méson eta encantado  (
η
c) e o méson eta inferior (
η
b) são formas de quarkônio; eles têm o mesmo spin e paridade que o eta leve, mas são feitos de quarks charms e quarks bottoms respectivamente. O quark top é tão pesado para formar o teórico méson eta superior, 
η
t, devido ao seu rápido decaimento.

## Composição de quark
As partículas 
η
 pertencem aos mésons pseudo-escalar com momento angular total igual a zero e paridade negativa, hipercarga, isospin e estranheza igual a zero também. Cada quark que aparece em um méson eta, é acompanhado pelo seu antiquark correspondente, por causa disso ele não tem sabor e todos os seus números quânticos são iguais a zero.
A simetria básica SU(3) teoria de quarks para os três quarks mais leves, que apenas leva em consideração a interação forte prevê apenas as partículas correspondentes:
{\displaystyle \eta _{1}=\mathrm {\tfrac {u{\bar {u}}+d{\bar {d}}+s{\bar {s}}}{\sqrt {3}}} }, e
{\displaystyle \eta _{8}=\mathrm {\tfrac {u{\bar {u}}+d{\bar {d}}-2s{\bar {s}}}{\sqrt {6}}} }.
Os subscritos referem-se ao fato que o η1 pertence a um singleto (que é totalmente antissimétrico) e η8 é parte de um octeto. Contudo nesse caso a interação fraca e a interação eletromagnética, que podem transformar um sabor de quark em outro, causa uma significante, porém pequena, mistura de valor próprio (que mistura de ângulo igual à θP = -11,5),  portanto a verdade composição de quark é uma combinação linear de três fórmulas. Que são:
{\displaystyle \left({\begin{array}{cc}\cos \theta _{\mathrm {P} }&-\sin \theta _{\mathrm {P} }\\\sin \theta _{\mathrm {P} }&\cos \theta _{\mathrm {P} }\end{array}}\right)\left({\begin{array}{c}\eta _{8}\\\eta _{1}\end{array}}\right)=\left({\begin{array}{c}\eta \\\eta '\end{array}}\right)}.
O nome não subscrito 
η
 refere-se a real partícula que na verdade foi observada e que é perto da η8. O 
η′
 é a partícula observada parecida perto da η1.
As partículas 
η
 e 
η′
 estão mais intimamente relacionadas com o mais conhecido píon neutro 
π0
, onde
{\displaystyle \pi ^{0}={\rm {\tfrac {u{\bar {u}}-d{\bar {d}}}{\sqrt {2}}}}}.
De fato π0, η1 e η8 são três combinações lineares ortogonais dos pares quark up-antiquark up, quark down-antiquark down e quark strange-antiquark strange; eles estão todos no centro do mésons pseudo escalares, com números quânticos iguais a zero.

## Geral
O Eta foi descoberto em colisões entre píons e núcleons no Bevatron em 1961 por A. Pevsner em um tempo em que a proposta do caminho óctuplo foi usado para previsões e descobertas de novas partículas das considerações de simetria.
A diferença entre  massa do η e do η' é maior do que o Modelo Padrão por naturalmente explicar. Esse quebra-cabeça η-η' é resolvido por instantons.